# Heterochelus molestus
Heterochelus molestus är en skalbaggsart som beskrevs av Louis Albert Péringuey 1908. Heterochelus molestus ingår i släktet Heterochelus, och familjen Melolonthidae. Inga underarter finns listade.